# Elephantomyia samarensis
Elephantomyia samarensis är en tvåvingeart som beskrevs av Alexander 1925. Elephantomyia samarensis ingår i släktet Elephantomyia och familjen småharkrankar. Inga underarter finns listade i Catalogue of Life.